# Epíquisis

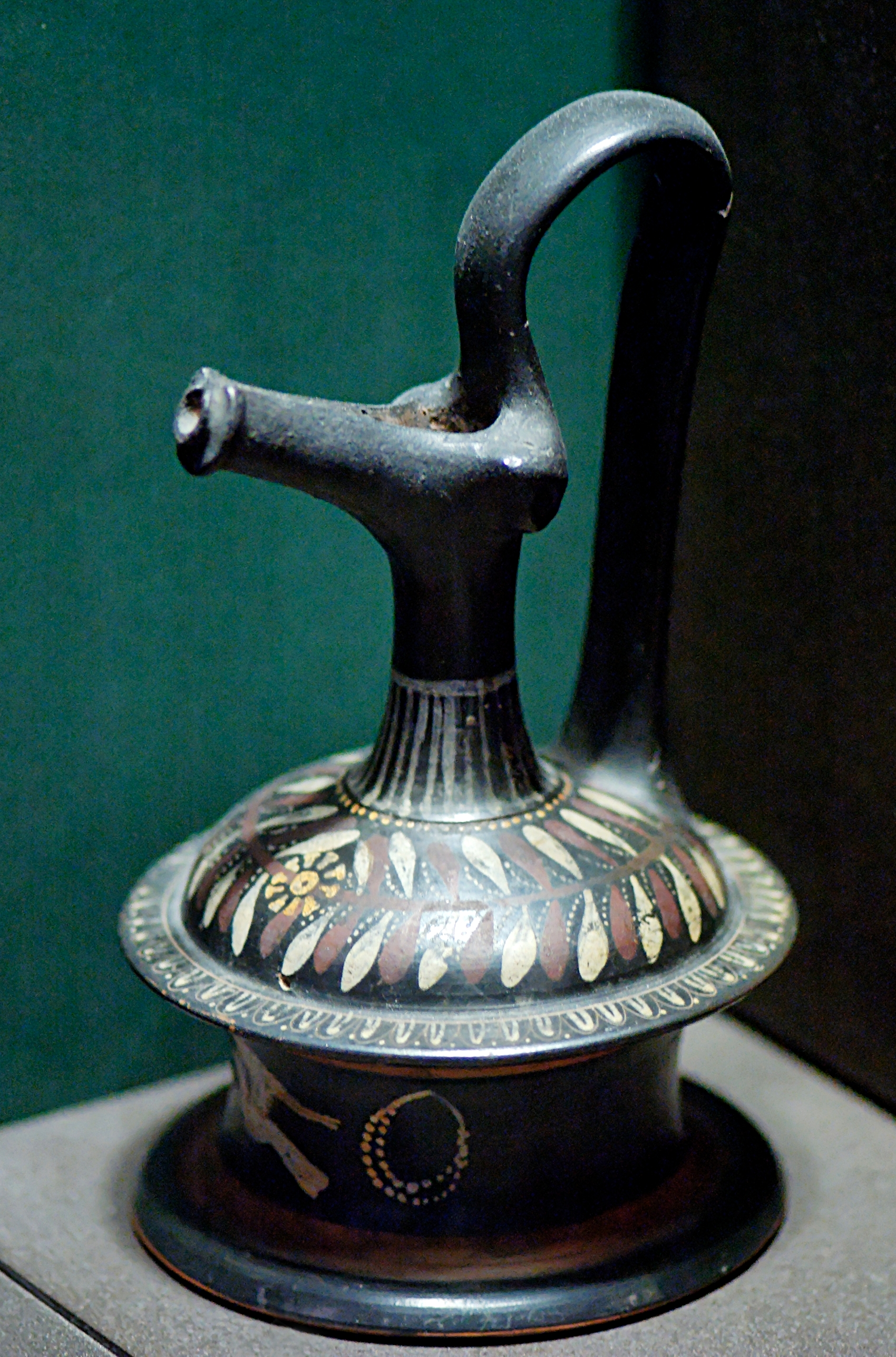
Epíquisis decorado con el estilo de Egnacia (hacia 325-300 a. C.). Medidas: 16.3 cm de alto por 9.7 cm de diámetro. Museo del Louvre.

Epíquisis (en griego antiguo: Επίχυσις, romanizado: epichysis), epíjysis o epíquise es un recipiente similar a una aceitera de alargado y fino pitorro o boquilla y base plana sin pie, usado en libaciones para verter su contenido (perfume) casi gota a gota. También se ha descrito como pequeño jarro de estrecho y largo cuello y "cuerpo de carrete", provisto de un asa vertical. Producida principalmente por alfareros griegos en el sur de Italia (especialmente en Apulia) en cerámica de figuras rojas durante las últimas cuatro décadas del siglo IV a. C.
La epíquisis tiene una parte inferior cilíndrica, similar a una píxide. De su parte superior se extiende un pico largo y estrecho, del cual se curva un asa. La parte superior se asemeja ligeramente a un lécito. El pico tiene en algunos casos forma de artesa y es especialmente adecuado para dispensar pequeñas cantidades de líquido. La unión del pico y el asa suele presentar motivos decorativos que parecen ojos. Las epíquisis solían estar decoradas con figuras rojas o estilo de Egnacia. Debido a su pequeña abertura de vertido, se puede suponer que en él se vertían en pequeñas porciones de líquidos caros, aceites aromáticos o vino (quizás en contextos sagrados).
La forma de epíquisis se desarrolló en la cerámica del sur de Italia y fue particularmente popular en Apulia a finales del período clásico griego y principios del período helenístico, alrededor del 340-300 a. C.
El término latino «epichysis» procede del griego antiguo "epikheō"  (ἐπιχέω), que significa libación, derivado de cneo (verter) y epi (sobre). Pero como suele ocurrir con las denominaciones de este tipo, el nombre es tan vago que se puede aplicar a la amplia variedad de vasos, jarras, aceiteras, etcétera, usados trasegar líquidos, como por ejemplo el cíato. 
También se menciona el «epichysis» (bien en cerámica o de bronce) utilizado para echar el aceite en las lámparas, pero las referencias más explícitas son quizá las de Varrón, que explica que al introducirse en Roma las modas griegas, el epíquise reemplazó al «guttus», del mismo modo que el ciato sustituyó al «simpulum» romano.

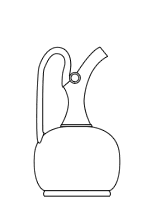
La forma de la epíquisis.
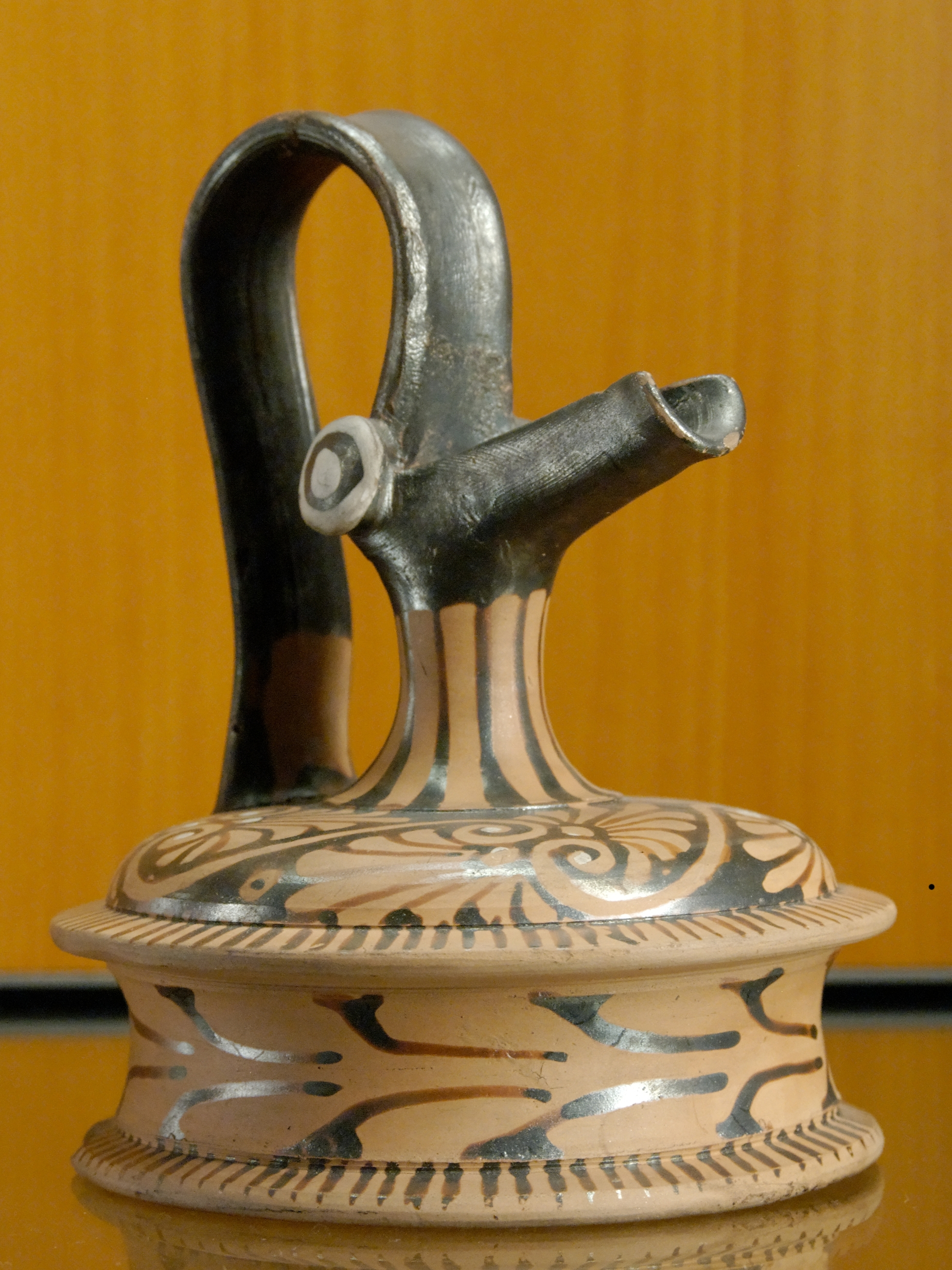
Epíquisis de Apulia, c. 330 a. C.
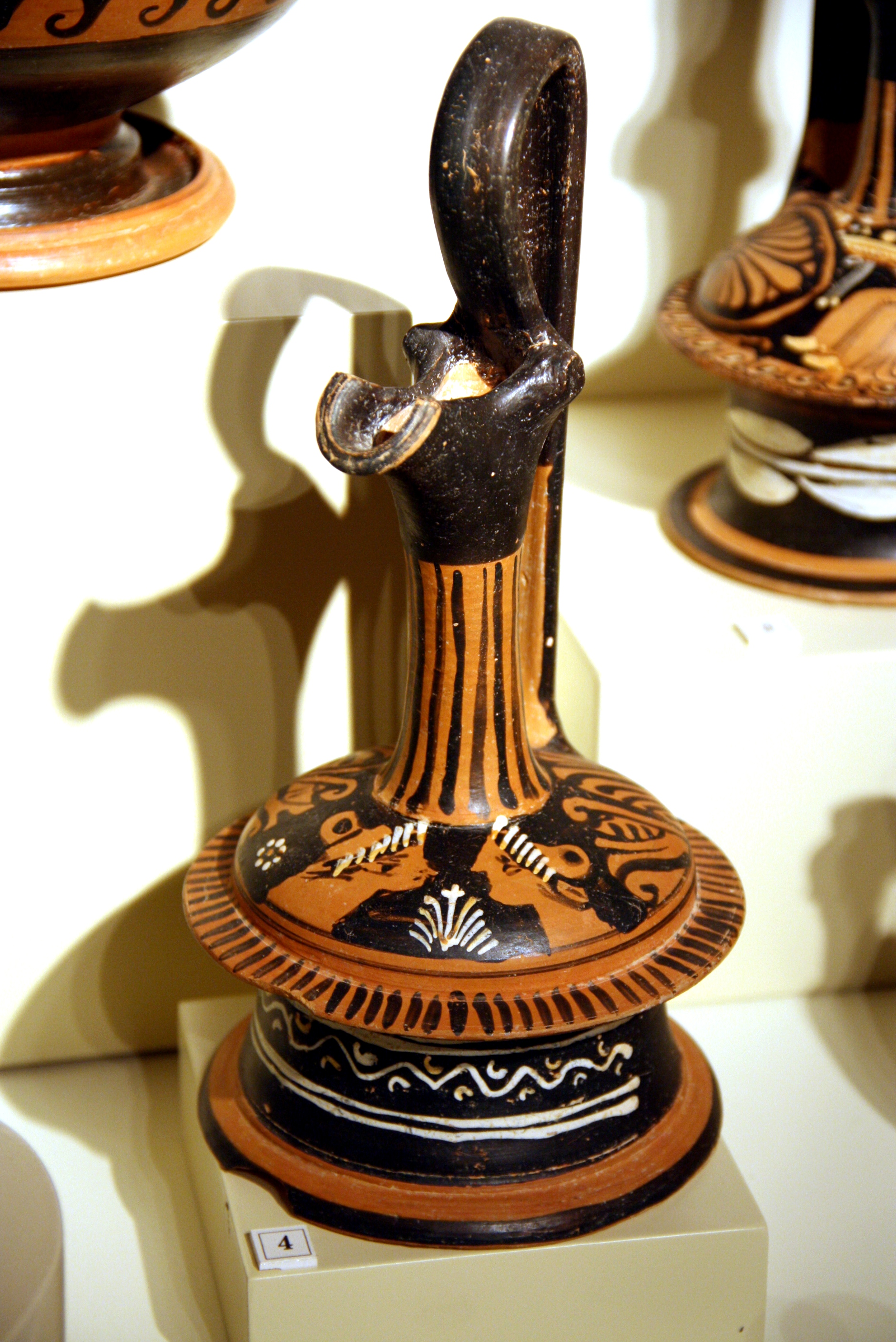
Epíquisis de Apulia, c. 325–300 a. C.
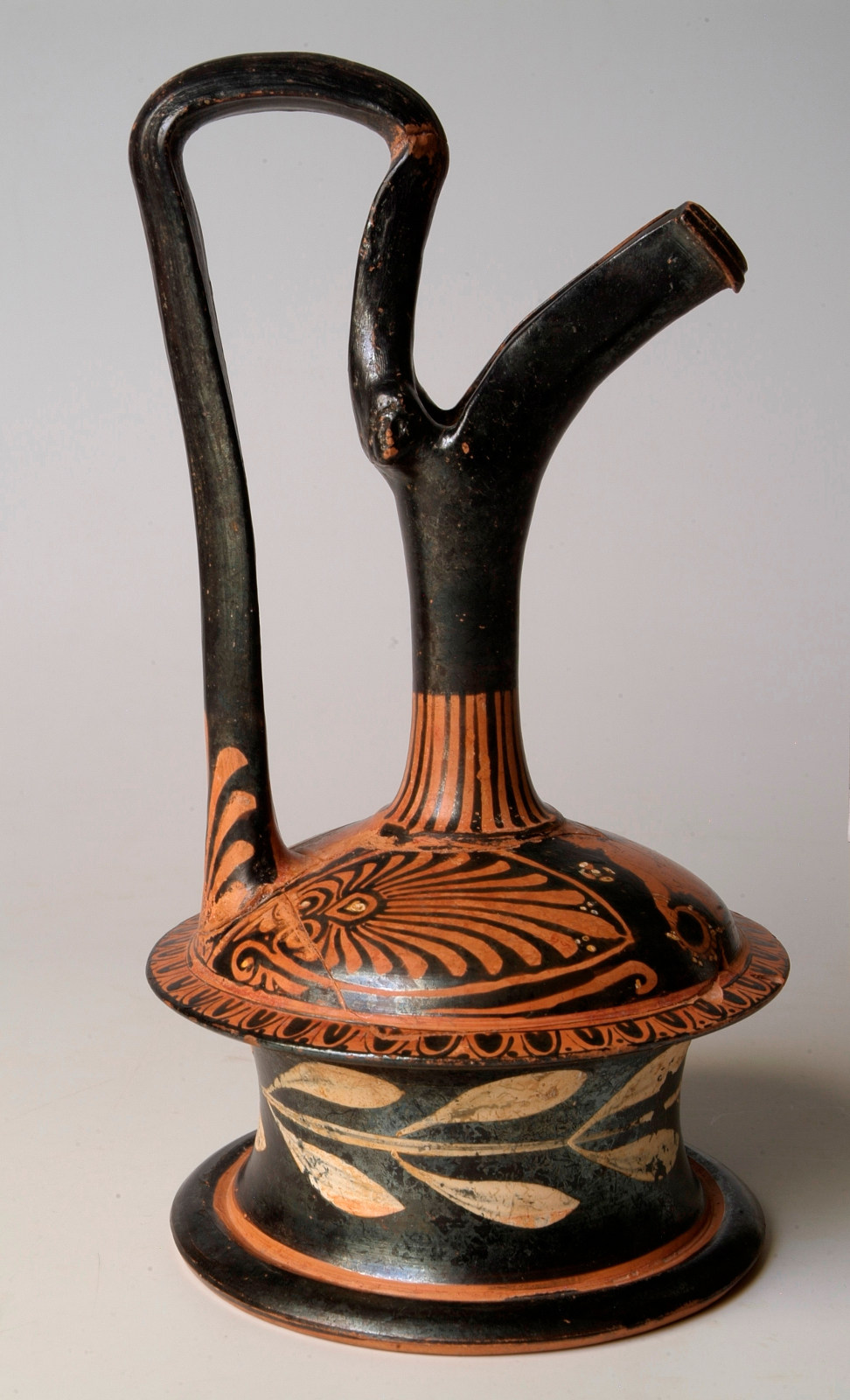
Epíquisis de Apulia. 340–320 a. C.